# Adolfo Suárez
Adolfo Suárez y González, Eerste Hertog van Suarez  (Cebreros, 25 september 1932 – Madrid, 23 maart 2014), was een Spaans politicus. Hij was de eerste democratisch gekozen minister-president van Spanje na de dictatuur van de fascistische generaal Franco.
Adolfo Suárez y González speelde een beslissende rol bij de overgang van de dictatuur van Franco naar de huidige Spaanse parlementaire democratie.

## Levensloop
Na zijn studie rechten te hebben voltooid aan de Universiteit van Salamanca bekleedde Adolfo Suárez verschillende functies binnen de regering van Franco. In 1958 werd hij onderdeel van het algemeen secretariaat van de Movimiento Nacional, de enige politieke partij onder Franco, voortgekomen uit de falange. Binnen de partij steeg hij langzaam op. In 1967 werd hij procureur in het kabinet namens Ávila en in 1968 werd hij gouverneur voor Segovia. In 1969 werd hij Hoofddirecteur bij de TVE (Televisión Española), waar hij al sinds 1964 verschillende functies had bekleed.
In april 1975 werd hij, mede dankzij de invloed van Fernando Herrero Tejedor, een lid van Opus Dei, benoemd tot vice-secretaris-generaal van de Movimiento, een post die hij innam totdat Herrero Tejedor op 13 juni sterft. Na de dood van Franco wordt hij op 11 december 1975 minister in de regering van Carlos Arias Navarro.
In 1976 droeg koning Juan Carlos hem op een nieuwe regering te formeren waarbij de overgang van fascistische dictatuur naar een democratisch systeem werd nagestreefd. Op dat moment was Adolfo Suárez bij het grote publiek nog vrijwel onbekend.
Hij wist een groep politici om zich heen te verzamelen die net als hij voorstander waren van een parlementaire democratie. Deze groep bestond voornamelijk uit falangisten, liberalen en christendemocraten. Suarez begon aldus vanaf 1976 met politieke hervormingen die een eind moesten maken aan het fascistische regime. Dit lukte mede door steun van de Spaanse kroon en invloed vanuit het buitenland. In november 1976 werd de wet van politieke hervorming aangenomen, hiermee werd de Cortes, een belangrijk orgaan ten tijde van Franco, opgeheven. Een maand later volgde een referendum over de politieke hervormingen en deze kreeg de steun van 94% van de stemmers. In de maanden daarna werden de oude instituten en bestuursorganen van Franco ontmanteld. Politieke gevangenen werden vrijgelaten en politieke partijen, inclusief de Communistische Partij, werden gelegaliseerd in april 1977.
In de eerste algemene verkiezingen na de dood van Franco, gehouden op 15 juni 1977, won zijn partij, de UCD (Unión de Centro Democrático) en werd Adolfo Suárez de eerste democratisch gekozen premier na het regime van Franco. Onder de nieuwe regering vond de belangrijke grondwetshervorming van 1978 plaats, waarbij de monarchie werd hersteld, en nieuwe bepalingen werden vastgelegd met betrekking tot de parlementaire democratie en de rechtsstaat. Economisch kampte het land met grote problemen, de oliecrisis van 1973 leidde tot een recessie, hoge inflatie en werkloosheid. Politieke partijen en vakbonden waren bereid tot concessies en compromissen, de vakbonden stelden geen extreme looneisen in ruil voor belastingverlagingen en een pakket overheidsmaatregelen om de werkgelegenheid te bevorderen.
Op 3 maart 1979 won hij opnieuw de verkiezingen, en zette zijn beleid voort met de regering-Suárez III maar wist zich niet te handhaven tussen de vele politieke, sociale en economische veranderingen die plaatsvonden, zoals de opkomst van de PSOE. Uiteindelijk kwam hij in conflict met koning Juan Carlos en met zijn eigen partij, waarna hij op 29 januari 1981 zijn ontslag aanbood. Hij werd opgevolgd door Leopoldo Calvo-Sotelo en zijn herschikt kabinet.
De koning verleende hem een hertogelijke titel, Duque de Suárez en de Grandeza de España. De Eerste Hertog van Suarez werd Ridder in de Orde van het Gulden Vlies.
In 1981 richtte hij samen met andere ex-UCD'ers een nieuwe partij op, de Centro Democrático y Social (CDS). Hiermee nam hij deel aan de verkiezingen van 28 oktober 1982, en werd verkozen tot parlementslid. In 1991 trad hij af naar aanleiding van de slechte resultaten van de UCD in de gemeenteraadsverkiezingen.

## Overlijden
In 2005 werd bekend dat Adolfo Suárez González leed aan dementie of een vorm van de ziekte van Alzheimer in een gevorderd stadium. Hij overleed op 81-jarige leeftijd in een ziekenhuis in Madrid op 23 maart 2014. Er werden drie dagen van nationale rouw afgekondigd. De koning deed zijn rouwbeklag publiek op de openbare omroep. De eerste Hertog van Suárez werd postuum onderscheiden met de Keten in de Koninklijke orde van Karel III. Zijn lichaam werd openbaar opgesteld met militaire eer in het Nationaal Congres van afgevaardigden. Ruim 30.000 Spanjaarden brachten hem een laatste groet voor het lichaam naar de kathedraal van Ávila werd gebracht onder begeleiding van de koninklijke wacht.
Als eerbetoon is sinds 24 maart 2014 de officiële naam van het vliegveld van Madrid Aeropuerto Adolfo Suárez Madrid-Barajas.

## Onderscheidingen
- Spanje: Hertog van Suárez, met kwalificatie van Grande de España
- Spanje: Ridder in de Orde van het Gulden Vlies
- Spanje: Ridder Grootkruis met Keten in de Koninklijke orde van Karel III, 2014
- Spanje: Ridder Grootkruis Orde van Isabella de Katholieke
- Portugal: Ridder Grootkruis Orde van Christus

- Bibsys: 9005857
- Biblioteca Nacional de España: XX1065953
- Bibliothèque nationale de France: cb15023762g (data)
- Catàleg d'autoritats de noms i títols de Catalunya: 981058516328706706
- Gemeinsame Normdatei: 118642588
- International Standard Name Identifier: 0000 0000 7822 3424
- Library of Congress Control Number: no93010306
- Nationale Bibliotheek van Tsjechië: mzk2017961194
- Nationale Bibliotheek van Israël: 987007268604705171
- Nationale Bibliotheek van Polen: a0000002810020
- Nederlandse Thesaurus van Auteursnamen: 297844970
- Système universitaire de documentation: 083895000
- Virtual International Authority File: 54941726
- WorldCat: E39PBJt3WB3dFhcFyp4F7PrDv3

Raimundo Fernández-Cuesta (1938-1939) · Agustín Muñoz Grandes (1939-1941) · José Luis Arrese (1941-1945)1 · Raimundo Fernández-Cuesta (1948-1956) · José Luis Arrese (1956-1957) · José Solís Ruiz (1957-1969) · Torcuato Fernández-Miranda (1969-1974) · José Utrera Molina (1974-1975) · Fernando Herrero Tejedor (1975) · José Solís Ruiz (1975) · Adolfo Suárez-González (1975-1976) · Ignacio García López (1976-1977)
* 1 = Van 1945 tot 1948 was er geen minister-secretaris-generaal